# Josef Hloušek
Josef Hloušek (* 30. května 1950) je český fotbalový trenér a bývalý záložník.

## Hráčská kariéra
Je odchovancem semilské kopané.

## Trenérská kariéra
V lize vedl jako trenér Bohemians Praha a ve druhé lize FK Mladá Boleslav. Dále v nižších soutěžích trénoval SK Semily, FK ŽBS Železný Brod a FK Varnsdorf.
- 1988/89 – Bohemians Praha – asistent
- 1989/90 – Bohemians Praha – asistent
- 1990/91 – Bohemians Praha – asistent
- 1991/92 – Bohemians Praha – trenér
- 1995/96 – Bohemians Praha – trenér
- 1996/97 – Bohemians Praha – trenér
- 2001/02 – FK Mladá Boleslav – trenér